# 三和町 (千葉県)
三和町（さんわまち）は、かつて千葉県市原郡に存在した町。現在の市原市の北部に位置していた。
1955年、昭和の大合併の時期に成立し、約8年存続したのち市原市に編入された。旧町域は市原市役所三和支所の所管区域となっており、三和地区と呼ばれている。

## 沿革
- 1955年（昭和30年）3月31日 - 養老村と市西村が合併し、市原郡三和町が発足。
- 1956年（昭和31年）3月25日 - 海上村を編入。
- 1963年（昭和38年）5月1日 - 市原町、五井町、姉崎町、市津町と合併市原市となり消滅。

## 交通

### 鉄道
- 小湊鉄道
  - ■小湊鉄道線
    - 海士有木駅 - 上総三又駅 - 上総山田駅

## 参考資料
- 市原のあゆみ[要文献特定詳細情報]